# Жашковский маслозавод
Жашковский маслозавод — предприятие пищевой промышленности в городе Жашков Жашковского района Черкасской области Украины.

## История
В 1956 году райцентр Жашков получил статус города, что способствовало его развитию как промышленного центра. 
В соответствии с семилетним планом развития народного хозяйства СССР здесь был построен Жашковский завод сухого молока и масла, который был введён в эксплуатацию в 1965 году. Изначально, перерабатывающие мощности заводы составляли 200 тонн молока в сутки, но в дальнейшем они были увеличены.
Плановые производственные показатели восьмого пятилетнего плана развития народного хозяйства СССР завод выполнил с опережением на три месяца.
В целом, в советское время завод входил в число ведущих предприятий города.
После провозглашения независимости Украины завод перешёл в ведение Государственного комитета пищевой промышленности Украины. В дальнейшем, государственное предприятие было преобразовано в открытое акционерное общество и переименовано в Жашковский маслозавод.
8 ноября 2016 года хозяйственный суд Черкасской области возбудил дело о банкротстве завода. 18 ноября 2019 года завод был признан банкротом и началась процедура его ликвидации.

## Деятельность
Предприятие осуществляло переработку коровьего молока и производило молочные продукты под торговой маркой "Щедрый вечер", мощности завода обеспечивали возможность производить до 10 тыс. тонн обезжиренного сухого молока и до 5 тыс. тонн сливочного масла в год.